# The Equalizer (serie televisiva 2021)
The Equalizer è una serie televisiva statunitense del 2021 al 2025. Si tratta di un reboot della serie Un giustiziere a New York, andata in onda dal 1985 al 1989 con protagonista Edward Woodward nei panni di Robert McCall.
La serie si inserisce nello stesso universo narrativo di altre quattro serie, tutte dei reboot, ovvero Hawaii Five-0, MacGyver, S.W.A.T. e Magnum P.I.
Il 9 marzo 2021 CBS ha rinnovato la serie per una seconda stagione, che è stata trasmessa dal 10 ottobre. Il 5 maggio 2022 la serie è stata rinnovata per una terza e una quarta stagione.
Nell'aprile 2024, la serie è stata rinnovata per una quinta stagione, andata in onda dal 20 ottobre 2024 al 4 maggio 2025. Il 2 maggio 2025 CBS ha cancellato la serie per scarsi ascolti dopo cinque stagioni e 74 episodi trasmessi..

## Trama
La serie si incentra su Robyn McCall, una donna enigmatica, ex agente della CIA e madre di una figlia adolescente, con un passato misterioso che usa le sue vaste abilità per aiutare chi non ha nessun altro a cui rivolgersi, agendo come un angelo custode e un difensore per coloro che non possono difendersi e perseguendo la propria redenzione.

## Episodi
| Stagione         | Episodi | Prima TV USA | Prima TV Italia |
| ---------------- | ------- | ------------ | --------------- |
| Prima stagione   | 10      | 2021         | 2021            |
| Seconda stagione | 18      | 2021-2022    | 2022            |
| Terza stagione   | 18      | 2022-2023    | 2023            |
| Quarta stagione  | 10      | 2024         | 2024            |
| Quinta stagione  | 18      | 2024-2025    | 2025            |

## Distribuzione
Negli Stati Uniti la serie ha debuttato sulla CBS il 7 febbraio 2021. In Italia è stata trasmessa su Sky Investigation dal 1º ottobre 2021.
La seconda stagione ha debuttato il 10 ottobre 2021 negli Stati Uniti sulla CBS; mentre in Italia è stata trasmessa su Sky Investigation dall'11 settembre 2022.
Il 2 ottobre 2022 è stato trasmesso il primo episodio della terza stagione negli Stati Uniti, in Italia viene trasmessa a partire dal 17 settembre 2023.

### Edizione italiana
La direzione del doppiaggio è di Massimo Corvo e i dialoghi italiani sono curati da Carla Chiavaroli e Rosalba Castaldo per conto della ETS Studios che si è occupata anche della sonorizzazione.

## Accoglienza

### Critica
Sull'aggregatore di recensioni Rotten Tomatoes la prima stagione della serie ha un indice di gradimento del 67% basato su 30 recensioni, con un voto medio di 6 su 10. Su Metacritic ottiene un punteggio di 57 su 100 basato su 15 recensioni.